# Cratere Faraday

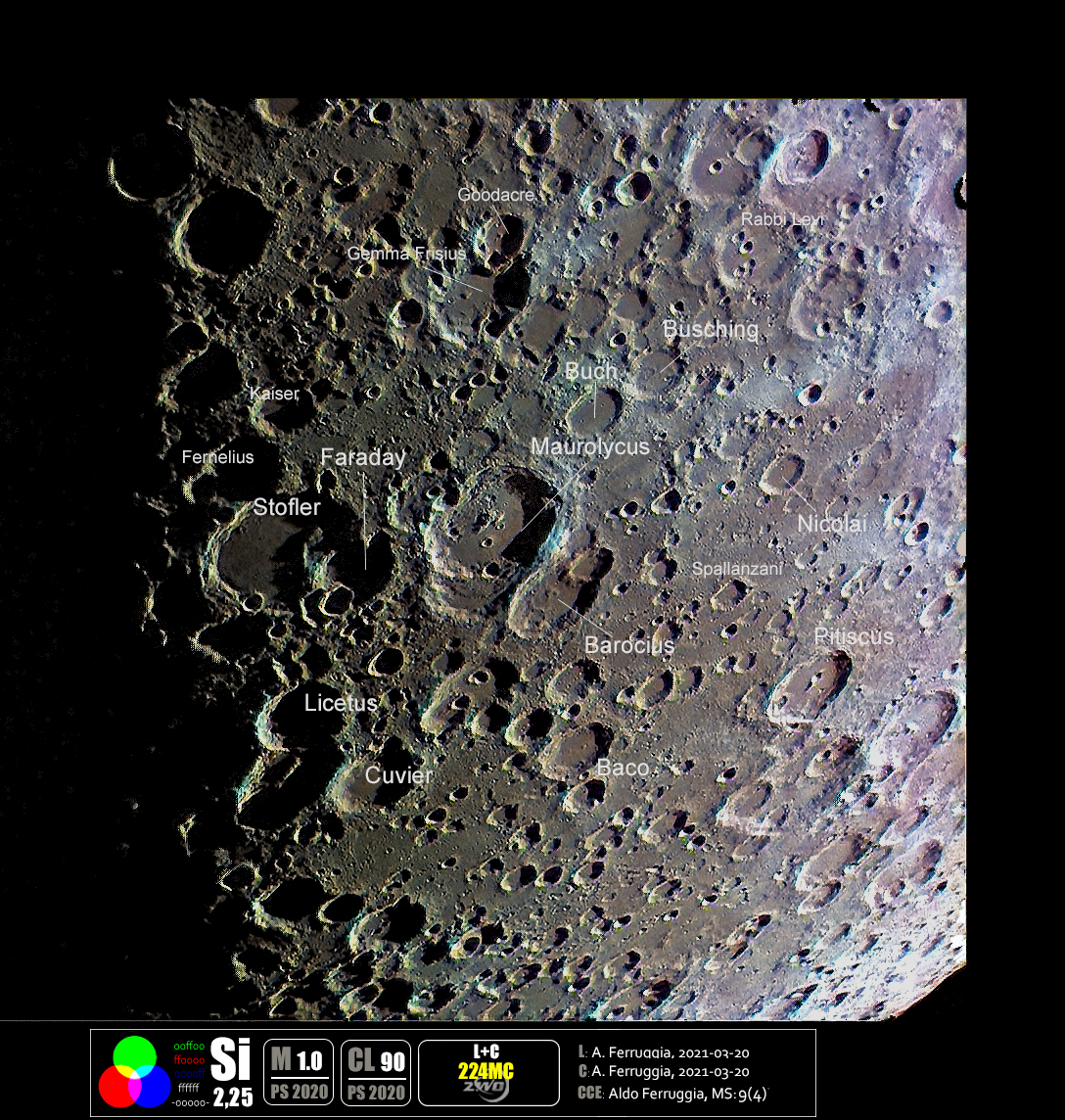
L'area del cratere in immagine selenocromatica (Si)

Faraday è un cratere lunare di 69,03 km situato nella parte sud-orientale della faccia visibile della Luna, ad est del cratere Maurolycus e sul bordo sudorientale del più ampio cratere Stöfler.
Il margine di Faraday è stato significativamente ricoperto da successivi impatti, in particolare da una coppia di crateri situata lungo il bordo sudovest, e da un cratere lungo il bordo nordovest. l'orlo nordoccidentale di Faraday forma un enorme bastione roccioso attraverso il fondo piatto del cratere Stöfler.
Il fondo del cratere Faraday, pressoché piatto nella metà nordovest, è diviso quasi a metà da un basso crinale che si estende da sudovest a nordest.
Il cratere è dedicato al fisico inglese Michael Faraday.

## Crateri correlati
Alcuni crateri minori situati in prossimità di Faraday sono convenzionalmente identificati, sulle mappe lunari, attraverso una lettera associata al nome.
| Faraday | Coordinate            | Diametro (in km) |
| ------- | --------------------- | ---------------- |
| A       | 41°32′24″S 9°39′00″E  | 19,99            |
| C       | 43°19′12″S 8°02′24″E  | 28,49            |
| D       | 43°46′48″S 9°36′36″E  | 13,47            |
| G       | 45°55′12″S 10°03′36″E | 29,62            |
| H       | 45°07′12″S 10°14′24″E | 11,91            |
| K       | 42°40′48″S 10°18′00″E | 6,71             |